# مايلز ميلر
مايلز ميلر (بالإنجليزية: Miles Miller)‏ هو مهندس معماري أمريكي، ولد في 8 أبريل 1896، وتوفي في 28 مارس 1956.